# 양형 영성체
양형 영성체(兩形領聖體, 라틴어: Communio sub utraque specie)는 로마 가톨릭교회와 동방 정교회 등에서 성사(聖事)로써, 곧 성체성사(Sacrament)를 행하는 기독교 종파에서 영성체를 행할 때 빵(성체)과 포도주(성혈)를 모두 영하는 방식을 일컫는 말이다.

## 로마 가톨릭 교회

### 교리
성찬례의 희생제사 성격과 관련해서 양형 영성체는 전례의 완전함과 본질에 속하여, 그리스도가 했던 최후의 만찬 예식을 가감 없이 원형 그대로 재현하고 있다. 트리엔트 공의회(Sess. XXI, c. i; XXII, c. i)에서는 양형 영성체에 대해 간단하게 언급만 했으며, 로마 미사 전례서 총지침에서는 “거룩한 영성체는 성체와 성혈 양형으로 할 때에 한층 더 완전한 모습을 갖춘다. 양형 영성체로 감사 잔치의 표지가 한층 더 완전하게 드러나고, 하느님의 뜻에 따라 새롭고 영원한 계약이 주님의 피로 맺어졌다는 사실이 더욱 뚜렷이 표현되며, 성찬의 잔치와 아버지 나라에서 이루어질 종말 잔치의 관계가 더욱 분명히 나타나기 때문이다.”라고 언급하였다.
양성 영성체는 표징이라는 이유에서 가장 완전한 영성체 형태이다. 양형 영성체로써 성찬의 표징이 더욱 완전하게 나타나기 때문이다. 그러나 그리스도는 성체와 성혈 두 가지 형상 안에 각각 성사적으로 현존하기 때문에, 빵의 형상으로만 하는 영성체로도 성체성사 은총의 모든 열매를 받을 수 있다. 라틴 교회에서는 사목적인 이유로 단형 영성체가 가장 일반적인 영성체 방법으로 합법적으로 확립되었다.

### 양형 영성체의 역사
초대 교회 공동체는 일반적으로 성체와 성혈을 모두 받아 모시는 양형 영성체 방식을 지냈다. 이는 사도 성 바오로가 코린토 신자들에게 보낸 첫째 서간 11장 27~28절을 보면 알 수 있다. 양형 영성체는 신자들의 두 가지 방식으로 실천되었다. 그 하나는 최후 만찬을 그대로 재현하여 성체와 성혈을 따로 영하되 축성용 성작과는 달리 영성체용 성작을 사용하여 평신도가 이를 기울여 마시거나 튜브를 사용하여 마시는 방법으로 로마에서 생긴 관습이다. 다른 하나는 성체를 성혈에 적시어 평신도에게 영하는 방식인데 손으로 빵을 적시어 주거나 적신 빵을 숟가락으로 떠주었다. 이 방식의 기원은 불확실하나 9세기 이래 동방 전례에서 일반화되었다. 그러나 특별한 경우에는 예외적으로 단형 영성체 방식을 행하기도 하였다. 가령 주일 미사를 마친 후 사제가 남은 성체를 들고 건강상의 이유로 미사에 참례하지 못한 병자들이나 수감자들을 방문하여 영성체 예식을 거행하는 경우에는 성체만 영해 주었다.
중세 시대에 접어들면서 유럽 사회가 점차 계급사회로 변하자 교회 역시 이러한 영향을 받게 되었다. 또한 영성체를 영하는데 있어서 몸과 마음이 모두 거룩한 상태에 있어야 한다는 것이 특히 강조되었으며, 그 결과 그리스도의 수난에 대한 인식이 크게 고양되었다. 이로 인하여 제대에 가까이 다가가는 사람은 모두 가능한 한 깨끗하고 순결한 상태여야 되었으며, 결국 성체를 분배하는 일에서 평신도가 제외되면서 성체를 분배하는 일은 전적으로 성직자들에게만 부과되었다. 평신도에 대한 성혈 배령이 언제부터 중단되었는지는 확실하지 않지만, 대략 13세기경이었을 것으로 추정된다. 교회 장상들이 이러한 결정을 한 이유는 성혈의 쇄루와 불편함, 성체 안에도 그리스도가 온전히 현존한다는 신학적인 근거 때문이다. 또한 양형 영성체는 구원에 필수불가결하다는 양형론의 이단이 나타나자 이에 대한 반작용으로 빵의 형상만으로 성체를 영하는 관습이 나타났다. 이에 더하여, 성체 배령 시 오직 입을 벌려 혀로 받아 모시는 관행만이 허용되었다.
트리엔트 공의회에서는 독일 황제가 자신의 영지 내에서는 성혈 배령도 허용해 달라는 청원을 허용할지 여부에 대해서 교황의 의견을 물었다. 1564년 교황 비오 4세는 특별한 경우에만 시행한다는 조건하에 일부 독일 주교들에게 양형 영성체를 허용하였다. 하지만 교황의 허락은 다음해에 철회되었다.
오늘날 교회법에서 영성체는 빵의 형상만으로 함을 원칙으로 하고, 전례법에 따라 양형으로 하거나 필요한 경우 포도주의 형상만으로 할 수 있게 하였다(925조). 제2차 바티칸 공의회의 전례헌장에는 교황청이 규정할 경우 주교는 양형 영성체를 허가할 수 있게 하였다. 양형 영성체 방식은 그리스도가 제정한 대로 성체성사의 현의를 충분히 드러내고 있다는 점에서 가톨릭 교계에 점차 널리 확산되어가고 있으며, 특히 유럽과 영어권 국가에서는 일반화되어 있다.
한국 가톨릭교회의 경우, 사제가 평신도에게 성체와 성혈을 함께 영해주는 경우는 다음과 같다.
1. 세례미사, 견진미사, 혼인미사, 서품미사, 수도자 서원미사 때 해당자들
2. 선교사 파견미사 때, 피정 때, 각종 회합미사 때 해당자들
3. 혼인의 경축미사(은혼축, 금혼축) 그리고 수도서원의 경축미사(은경축, 금경축) 때 해당자들
4. 병자의 집에서 미사를 집전할 때 참례한 신자들

## 동방 정교회
동방 정교회는 옛날부터 양형 영성체 방식을 그대로 고수해오고 있다. 사제와 평신도 모두 성체와 성혈을 모두 받아 모신다.
동방 정교회에서는 단지 빵의 형상만이나 포도주의 형상만 영하는 단형 영성체 방식은 불완전하다는 이유로 어떠한 상황에서도 일절 허용하지 않고 있으며, 심지어 임종 시에도 마찬가지다.

### 성찬예배
성찬예배가 거행되는 동안에 거룩한 영성체 시간이 되면 먼저 사제가 십자가 형상으로 새겨진 선을 따라서 그리스도의 몸인 제병을 네 조각으로 나눈다. 사제는 성작에 십자 성호를 긋고 성체의 첫 조각을 손으로 집어 성작 안에 넣는다. 그리고 또 다른 조각은 사제가 직접 영한다. 나머지 두 조각은 평신도가 받아 모신다. 사제가 먼저 성체를 받아 모시면 보제가 사제의 왼쪽에 서서 두 손을 포개어 들고 사제로부터 성체를 받아 모시며 사제의 손에 입을 맞춘다. 그러면 사제는 성작을 들고 성혈을 세 모금만 받아 모신다. 그런 다음 보제에게 성혈을 영해준다. 사제와 보제가 성체와 성혈을 모두 받아 모시면 이제 신도들을 위해 남은 성체를 다시 작은 조각으로 나누어 성작 안에 넣는다. 사제와 보제가 성체와 성혈이 들어있는 성작을 들고 지성소 밖으로 나오면 신자들은 성체와 성혈을 받기 위해 줄을 서서 앞으로 나온다. 신자가 가슴에 십자 성호를 그으면 사제는 숟가락을 이용해 성작에서 그리스도의 몸과 피를 떠서 영해준다. 이렇게 정교회 신자들은 성체와 성혈을 모두 받아 모신다. 가톨릭교회와는 달리 정교회에서는 평신도들이 손으로 성체를 받아 모시거나 성작을 받지 못한다. 따라서 손으로 받을 시 일어날 수 있는 불미스러운 일(예를 들면, 실수로 바닥에 성체를 떨어뜨리거나 성혈을 입에서 흘릴 가능성)이 일어날 가능성이 전혀 없다.

## 개신교
일반적으로 개신교는 예배시간에 성찬식을 거행하는 경우가 드물지만, 성찬식을 거행할 경우 대부분 성체와 성혈(물론 지금의 표현은 전례적이고 성사적 의미에서의 성체와 성혈이 아니다)로 거행한다. 수많은 개신교 교파에서 구별되는 점은 포도주를 위한 성작(이 표현 역시 마찬가지이다)을 이용하지는 않고 신자 개개인을 위한 잔이 주어진다는 점이다. 일부 교파에서는 교리상의 이유를 들어 포도주 대신에 포도즙을 마시기도 한다.

## 후기성도교회
예수 그리스도 후기 성도 교회 또한 개신교와 비슷하게 빵과 물로 성찬식을 매주 일요일마다 가진다. 예수 그리스도 후기 성도 교회의 초대 회장인 조셉 스미스 2세와 기타 초기 후기성도들은 초기에는 발효된 포도주를 이용해 성찬식을 가졌으나 현재는 술이 아닌 물을 사용한다.

## 같이 보기
- 성체성사